# Хрящёвка (Самарская область)
Хрящёвка — село в Ставропольском районе Самарской области. Административно входит в сельское поселение Хрящёвка и является его центром.

## География
Село находится на левом берегу Волги в 30 километрах к северо-западу от города Тольятти.

## Название
Название могло быть связано или с прозвищем одного из основателей Хрящ, или с нарицательным «хрящ», означающим ‛крупный песок с самою мелкой галькой’. В последнем случае селение могло быть поименовано по местности, отличающейся наличием хрящатого крупного песка.

## История
По переписи 1646 года русское население восточной части Самарской Луки составляло 300 дворов. Этап формирования населения Самарского края, освоения ранее пустынных пространств начался с 1680-х годов, когда была построена Закамская засечная черта. К началу XVII века Сызранское правобережье Волги было заселено. Приходившие чуваши и мордва вынуждены были устраиваться «за валом» Старозакамской черты, и таким образом сложился комплекс левобережных селений на землях Новодевичьего монастыря: Хрящёвка, Сускан и другие.
В 1683 году небольшой участок получил Московский Новодевичий монастырь с центром в селе Новодевичье.
В 1705 году слобода была пожалована А. Д. Меншикову. Таким образом, поселение в устье Большого Черемшана, на левом его берегу, возникло не ранее 1652 года, а монастырские рыбаки, возможно, были первыми жителями Хрящёвки.
В 1707 году в селе Хрящёвка была построена деревянная церковь. Главным занятием жителей было земледелие и рыболовство.
В 1727 году село Хрящёвка отошло к уделу «царской семьи».
С постройкой в 1737 году Ставропольской крепости началось широкое освоение края.
В 1780 году, при создании Симбирского наместничества, село Егорьевское, Хрящевка тож, при устье реки Черемшана, экономических крестьян, вошло в состав Ставропольского уезда.
С 1796 года — в Симбирской губернии.
В 1828 году на средства прихожан была построена новая каменная с часовней двухпрестольная Георгиевская церковь: во имя св. Георгия и Казанской иконы Божией Матери, освящена в 1830 году.
В 1843 году в Хрящёвке открылось земско-общинное одноклассное училище для мальчиков и девочек.
С 1851 года село Хрящёвка состояло в Ставропольском уезде Самарской губернии.
В 1888 году на средства прихожан была построена каменная с часовней двухпрестольная Николаевская церковь: во имя святых Николая Чудотворца и Александра Невского.
В 1895 году была спроектирована и построена часовня.
При создании Куйбышевского водохранилища, решением Ставропольского райсполкома от 16 июня 1952 года были определены сроки переноса Хрящёвки на новое место до 1954 года. Площадка под новую Хрящёвку была выбрана на горе в 8—10 км от старой Хрящёвки за рекой Сусканкой.

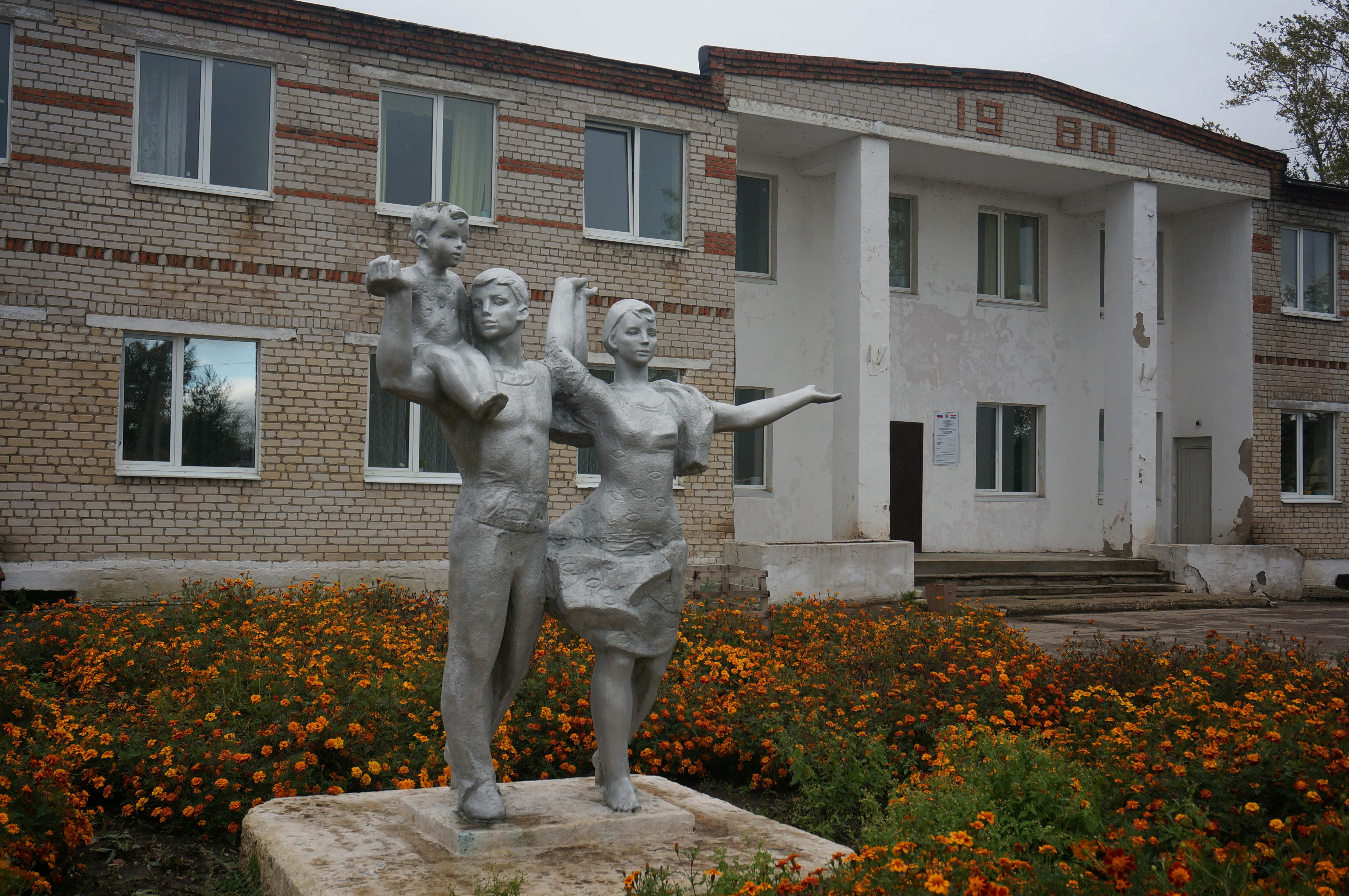
Поликлиника, Хрящёвка, Самарская область, Россия

## Демография
| Год  | Численность | Численность |
| ---- | ----------- | ----------- |
| 1859 | 3670        | [ 5 ]       |
| 1889 | 5800        | [ 6 ]       |
| 1897 | 6089        | [ 7 ]       |
| 1910 | 7304        | [ 8 ]       |
| 2002 | 3235        | [ 9 ]       |
| 2010 | 3191        | [ 10 ]      |
| 2012 | 3277        | [ 11 ]      |
| 2013 | 3336        | [ 12 ]      |
| 2014 | 3406        | [ 13 ]      |
| 2015 | 3496        | [ 14 ]      |
| 2016 | 3544        | [ 15 ]      |
| 2017 | 3548        | [ 16 ]      |
| 2018 | 3529        | [ 17 ]      |
| 2019 | 3536        | [ 18 ]      |
| 2020 | 3507        | [ 19 ]      |
| 2021 | 3472        | [ 1 ]       |

## Достопримечательности
- «Замок Гарибальди»[20] — архитектурный объект в эклектичном неоготическом стиле, проектировался как «бутик-отель». Построен в 2014 году бизнесменом Олегом Гарибальдиевичем Кузичкиным, который назвал «замок» в честь своего отца[21][22]. Архитекторы: Валерий Сеглин и Юрий Гурьянов, художники: Сергей Каренгин, Алексей Чебоксаринов и Виктор Зайцев. Кроме здания собственно «замка», комплекс включает в себя также скульптурные группы, фонтан и ресторан[23].

## Улицы
3-я линия, 4-я линия, 5-я линия, 6-я линия, 7-я линия, 8-я линия, Ближний пер., Вазовский пер., ул. Вишнёвая, ул. Вокзальная, Волжанка, ул. Волжская, ул. Ворошилова, ул. Грушовая, ул. Дачная 1-я, ул. Дачная 2-я, ул. Дачная 3-я, ул. Дачная 4-я, ул. Дачная 5-я, ул. Дачная 6-я, ул. Дачная 7-я, ул. Дачная 8-я, туп. Дачный, ул. Дубравная, ул. Жаворонковая, ул. Жемчужная, ул. Запрудная 1-я, ул. Запрудная 2-я, ул. Запрудная 4-я, ул. Запрудная 5-я, ул. Заречная, ул. Звёздная, ул. Золотой плёс, ул. Калинина, ул. Кирова, Крайний пер., ул. Куйбышева, ул. Лебяжья, ул. Ленина, ул. Лесная, ул. Луговая, ул. Малиновая, ул. Матросская, Мелиораторов проезд, ул. Мира, Молодёжный пер., ул. Морская, ул. Набережная, ул. Начальная, ул. Новая, ул. Овражная, ул. Огуречная, ул. Озёрная, ул. Первомайская, ул. Перцовая, ул. Пляжная, ул. Полевая, ул. Полевая 1-я, ул. Полевая 2-я, ул. Полевая 3-я, ул. Полевая 4-я, ул. Председательская, ул. Приморская, ул. Причальная, ул. Рабочая, ул. Ракитная, Речной пер., ул. Родниковая, ул. Роза ветров, ул. Розовая, Ромашковый пер., ул. Рыбацкая, ул. Рыбная, ул. Садовая, ул. Садовая 1-я, ул. Садовая 2-я, ул. Садовая 3-я, Садовый 10-й проезд, Садовый 2-й проезд, Садовый 3-й проезд, Садовый 4-й проезд, Садовый 5-й проезд, ул. Светлая, ул. Северная, ул. Северная 1-я, ул. Северная 2-я, ул. Сливовая, ул. Советская, ул. Солнечная, ул. Соловьиная, ул. Спортивная, ул. Степана Разина, ул. Сусканская, ул. Тихая, ул. Тополиная, ул. Тюльпановая, ул. Фермерская, ул. Цветочная, Цветочный пер., ул. Центральная, ул. Черемшанная, Черемшанский пер., ул. Школьная, ул. Южная, ул. Южная 1-я, ул. Яблоневая, ул. Ягодная.